# گو هه ریونگ مورخ تازه‌کار
گو هه یونگ مورخ تازه‌کار (کره‌ای: 신입사관 구해령; لاتین‌نویسی اصلاح‌شده: Sinipsagwan guhaeryeong) یک مجموعهٔ تلویزیونی کره جنوبی سال ۲۰۱۹ با ایفای نقش شین سه کیونگ در نقش گو هه ریونگ یک بانوی مورخ آزادمنش و چا اون وو، شاهزاده‌ای که به‌طور مخفیانه به عنوان یک رمان‌نویس فعالیت می‌کند، است. این مجموعه از ۱۷ ژوئیه تا ۲۶ سپتامبر ۲۰۱۹، چهارشنبه و پنجشنبه‌ها ساعت ۲۱:۰۰ (کی‌اس‌تی) از ام‌بی‌سی پخش شد و همچنین در سطح بین‌المللی از نتفلیکس منتشر شد.

## بازیگران

### اصلی
در انتشار نتفلیکس، سه شخصیت زیر در تیتراژ ابتدایی هر قسمت مطرح می‌شوند:
- شین سه کیونگ در نقش گو هه ریونگ (زادهٔ سو هی یون)[۳]

بانویی نجیب که یکی از چهار بانوی مورخ دربار می‌شود.
- چا اون وو در نقش یی ریم (شاهزاده دو وون)[۴]

اولین پسر پادشاه خلع شده از سلطنت، هی‌یونگ یی گیوم، و وارث واقعی تاج و تخت است. او که از اصل و تبار واقعی خود اطلاعی ندارد، به‌طور مخفیانه به عنوان یک رمان‌نویس عاشقانه تحت نام مستعار «مه‌هوا» فعالیت می‌کند.
- پارک کی وونگ در نقش ولیعهد یی جین[۵]

با توجه به تیتراژ مجموعه، بیش از دویست بازیگر در این مجموعه نقش داشته‌اند. در پایان هر قسمت، در ابتدا مجموعه‌ای از ۳۴ بازیگر ثابت و پس از آن بازیگران مختص آن قسمت نمایش داده می‌شود. علاوه بر این، زیرنویس‌های کره‌ای تعبیه شده در انتشار نتفلیکس، هر جمله را به شخصیت مربوط به آن نسبت می‌دهد.

## تولید
کل بودجهٔ ۱۳ میلیارد وونی این مجموعه توسط نتفلیکس تأمین شد.